# Aethes cnicana
Aethes cnicana es una especie de polilla del género Aethes, categorizada en la tribu Cochylini, de la subfamilia Tortricinae.

## Distribución
Se distribuye por Reino Unido.

## Taxonomía
Fue descrita por Westwood, in Wood en 1854 y publicada en (Argyrolepia), Index Ent (2nd ed.): 280.